# 片渕須直
片渕 須直（かたぶち すなお、男性、1960年8月10日 - ）は、日本のアニメーション監督、脚本家。大阪府枚方市生まれ。
日本大学芸術学部映画学科卒業。
株式会社コントレール取締役。
日本大学芸術学部映画学科特任教授、日本大学芸術学部上席研究員。
東京芸術大学大学院講師。
日本映画監督協会会員。
日本脚本家連盟連盟員。
日本映像学会会員。日本アニメーション学会会員。日本アニメーション協会会員。航空ジャーナリスト協会会員。

## 経歴

### 年少期 - 学生時代
母方の祖父が枚方公園駅の近くで映画館を営んでいたため、子どもの頃からアニメ映画などをよく観ていたという。2歳7か月で、東映動画の『わんぱく王子の大蛇退治』を観たことを覚えており、特に名アニメーターの大塚康生と月岡貞夫が作画したクライマックスシーンが印象に残っていたが、月岡貞夫には大学で学び、業界では先輩に大塚康生がいて、「自分の人生は、線路が敷かれた一本の電車道なのか」と不思議な縁を感じたという。
千葉県立船橋高等学校在学時は、3年の春の時点ではまったくアニメーションなど志してはおらず、学校内で視聴覚委員長という立場になって生徒会長から委託された8ミリカメラをひたすら振り回していた。しかし、たまたま手にした『未来少年コナン・愛蔵版』でアニメーションの映像表現には｢絵コンテ｣という前段階があるという実態と宮崎駿の存在を知り、学年の後半からは真似事のようなアニメーションを作るようになっていた。高校卒業後、日本大学芸術学部映画学科映像コースに進学、アニメーションを専攻する。大学でのアニメーションの授業は4年間に池田宏と月岡貞夫が担当講師を務める2コマしかなく、アニメーションの作り方は日本アニメーションまでときどき出向いて売ってもらう絵コンテで独学するしかなかった。また1980年10月の池田ゼミでは、特別講義に訪れた宮崎駿と初対面している。大学時代は安達瑶と映画を撮ったり、片山雅博、はらひろし。、角銅博之、飯田馬之介、ふくやまけいこ、山村浩二らと共にアニメーション自主制作集団「グループえびせん」に参加したり、東京アニメーション同好会（アニドウ）のイベントの手伝いをしたりしていた。

### キャリア初期（1980年代）
大学在学中の1981年9月頃、池田の紹介で脚本コースの学生に混じって宮﨑駿の新作のシナリオライターのテストを受ける。合格者はテレコム・アニメーションフィルム社内に新設される文芸部に採用されるということだったが、文芸部新設の話は流れた。それまでシナリオなど書いたことがなかったものの、『名探偵ホームズ』用の話を考えるという課題を受けて提出したものが後日『青いルビー』として採用された。採用には丹内司の推薦もあったという。さらに2本目の『海底の財宝』の脚本も書くことになった。それ以外にも、池田から絵も描けることをアピールするため持って行くように言われた翼手竜型飛行機のスケッチがそのままイメージボードやストーリーボードに流用され、後にアニメージュ文庫の『青い紅玉』の裏表紙にも使用された。テレコムに演出助手として誘われ、池田に相談したところ、大学を辞めないようテレコムとの間で便宜が図られ、3年の冬休みから出社するようになる。1982年の中頃に『名探偵ホームズ』の企画はいったんお蔵入りとなったが、自身では『ホームズ』ではなく宮崎駿の演出助手として雇われたつもりでいたので、そのままテレコムに居座り続けた。
1983年4月、大学卒業とともにテレコムの正社員となる。この年、宮﨑に『風の谷のナウシカ』に脚本として加わらないかと誘われるが、返事を待ってもらっている間に周囲にばれてしまい、諸事情により断らざるを得なくなってしまった。
テレコムによるアニメーション映画『リトル・ニモ』（NEMO）のために何度か渡米。その制作において、高畑勲監督版の演出助手、近藤喜文・友永和秀共同監督版の演出補佐、大塚康生監督版の共同監督（ストーリーとレイアウトを担当予定だった）を務めた。しかしその制作過程で疲弊し、テレコムを退社することを決意した。
1986年、テレビシリーズ『ワンダービートS』の演出チーフとして虫プロに入社する。

### 『魔女の宅急便』 - 初監督
1988年、スタジオジブリに出向して『魔女の宅急便』に携わることになる。まず4月に当時『アニメージュ』編集部の副編集長だった鈴木敏夫から角野栄子の『魔女の宅急便』を監督として映画にまとめられるか検討して、可能であればラフな粗筋を書いて欲しいとの依頼が来た。鈴木とのやり取りの後にプロデューサー予定であった宮崎駿に企画を見せたところ全否定され、最終的にシナリオは宮崎が書くことになった。また宮崎の指示でスウェーデンへロケハンにも行った。主人公キキのキャラクターのデザインについては宮崎と片渕の間で意見が分かれており、宮崎はキキを『となりのトトロ』のメイ、あるいは後年の『千と千尋の神隠し』の千尋のようなはっちゃけた感じにしろと言っていたが、片渕は最終的な映画版のデザインとなる方を提示していた。その後も鈴木が実質的なプロデューサーとして宮崎の現場介入を防ぐなど、色々手を尽くしてくれていたのだが、最終的には「ここが乗り気でなければこの企画は成立しないことになる」という立場のスポンサー企業から、「当方としては『宮崎駿監督作品』以外に出資するつもりはない」とはっきり言われてしまい、鈴木と相談の上、片渕の方から身を引く形を取ることにした。鈴木からは「宮崎は『挫折』というものを描き得ないだろうからそこをやって欲しい」と言われていたが、意外にも宮崎が挫折感と屈折を正面にもってきたシナリオを完成させたので、片渕が参加せずとも作品自体の目的はクリアできそうになっていた。しかし、鈴木に「でも、あなたは作品の最後まで立ち会うべきだ」と強く言われ、演出補として現場に残ることになった。
1991年、虫プロダクションで劇場用アニメ映画『うしろの正面だあれ』の画面構成を務める。その後、虫プロを離れる。
1992年、『魔女の宅急便』の制作担当だった田中栄子が作ったSTUDIO 4℃に加わる。
その前後に『チエちゃん奮戦記 じゃりン子チエ』制作のために東京ムービーに加わったり、スタジオジブリに二度目の参加をしたりしている。ジブリでは『魔女の宅急便』の後から、それまでの作品ごとにフリーのスタッフを呼び集めるシステムからきちんとした会社組織に変わって新人社員の採用も始めており、その新人演出家と新人アニメーターの面倒を見てほしいという依頼であった。またジブリでは新人養成の仕事が終わって離れようとした時にそのまま社内に残って欲しいと慰留され、断っている。
1993年、色々な出稼ぎ仕事を一段落させ、STUDIO 4℃に戻って『アリーテ姫』の制作をスタートさせようとするが、そのSTUDIO 4℃が解散になってしまう。もともと『魔女の宅急便』のスタッフの何人かが集まってはじめた寄り合い所帯のようなスタジオだったが、それぞれの道を進むために別れることになった。片渕は新たに会社組織としてスタートしたSTUDIO 4℃に合流し、大友克洋のオムニバス映画『MEMORIES』の制作に参加する。
1995年、虫プロ時代の『うしろの正面だあれ』の仕事で注目したというプロデューサーの丸山正雄に声をかけられ、マッドハウスの仕事を手伝うようになる。
1996年、日本アニメーション制作の『名犬ラッシー』で初監督。この当時、日本アニメーションのスタジオ内にも片渕の机が設けられていた。
1998年、アニドウ・フィルムの短編映画『この星の上に』を監督。ザグレブ国際アニメーション映画祭に入選し、1999年のアヌシー国際アニメーション映画祭で特別上映される。

### 『アリーテ姫』 - マッドハウス
2001年、『アリーテ姫』にて長編映画を初監督。片渕が原作『アリーテ姫の冒険』の新刊広告を見たのが『魔女の宅急便』参加中の1989年、プロデューサーの田中栄子にそのアニメ企画に誘われたのが1992年、STUDIO 4℃で実際に制作に着手するのは1998年、完成はさらにその2年後の2000年（公開は2001年）と、構想から完成までにおよそ11年かかっている。2002年には東京国際アニメフェア長編部門優秀作品賞を受ける。
その後、活動の拠点をマッドハウスに移す。
2006年のテレビシリーズ『BLACK LAGOON』では監督・シリーズ構成・脚本も務めた。
2007年11月、フランス・リール市で回顧展上映が行われ、『名探偵ホームズ』、『アリーテ姫』、『この星の上に』、『BLACK LAGOON』（双子編）、『エースコンバット04』（ゲーム中からサイドストーリー部分だけを抜粋して短編映画としたもの）、『魔女の宅急便』、および当時製作公表前の『マイマイ新子と千年の魔法』のメイキング映像が上映された。 
2009年11月21日、映画『マイマイ新子と千年の魔法』を公開。オタワ国際アニメーション映画祭で長編部門入選、モントリオールのファンタジア映画祭で最優秀長編アニメーション賞、第14回文化庁メディア芸術祭アニメーション部門優秀賞を受賞。

### 『この世界の片隅に』

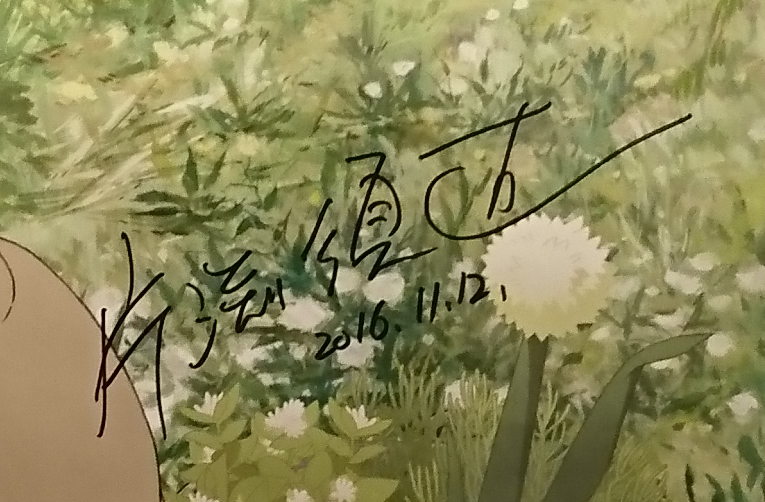
『この世界の片隅に』の映画ポスターに書かれた片渕須直によるサイン。

2012年に映画『この世界の片隅に』の制作発表。制作はこの映画のために丸山正雄が設立したMAPPAが行った。2016年11月12日、劇場公開。翌日13日の第1回ヒロシマ平和映画賞受賞を皮切りに、第90回キネマ旬報ベスト・テン日本映画ベストワン、第71回毎日映画コンクール日本映画優秀賞・大藤信郎賞、第40回日本アカデミー賞最優秀アニメーション作品賞、第41回アヌシー国際アニメーション映画祭長編部門審査員賞、第21回文化庁メディア芸術祭アニメーション部門大賞などを受賞した。片渕自身は、アニメーション映画の監督としては史上初となる第59回ブルーリボン賞監督賞および第90回キネマ旬報ベスト・テン日本映画監督賞や、第67回芸術選奨文部科学大臣賞映画部門などを受賞した。
2017年6月、日本アニメーション学会における貢献、研究会で得た知見の『この世界の片隅に』における実践、日本大学藝術学部や東京藝術大学大学院映像研究科などにおける後進の育成などの功績により、日本アニメーション学会賞2017特別賞を受賞する。
2017年7月、文化庁長官表彰（国際芸術部門）を受ける。

### コントレール設立以降
2019年9月、「次回作」の製作母体となることを主目的として設立されたアニメーション制作会社・コントレールの取締役に就く（代表取締役はMAPPA代表取締役を兼任する大塚学）。2021年に清少納言を主題としたオリジナル長編作品を準備中と報じられ、2023年5月にタイトルが『つるばみ色のなぎ子たち』となることが正式に発表された。

## 人物
航空史の研究家として執筆も行っている。特に第二次世界大戦前の日本の航空機メーカー史、航空機用塗料について造詣が深い。
ノルシュテイン大賞審査員、飛騨メルヘン・アニメ映像祭審査員、文化庁アニメーションブートキャンプ講師、あにめたまご（文化庁若手アニメーター育成プロジェクト）講師、毎日映画コンクール審査員を歴任。
2005年から日本大学芸術学部非常勤講師（2018年からは特任教授）、2013年からは東京藝術大学大学院でも非常勤講師を務める。2018年、母校である日本大学芸術学部の名声を高め、社会に貢献し、芸術を志す学生に夢を与える人物に贈賞する『日藝賞』を受賞する。
『この世界の片隅に』や『マイマイ新子と千年の魔法』といった、背景に歴史が大きく関係する作品を制作するにあたり、徹底的な時代考証を行う。通常の映画監督や演出家であればわざわざ採用したりしないようなマイナーなシーンもリアリティを以って演出しており、そのシーンを描くために徹底的に研究して調べ上げることで知られ、その歴史学者さながらの研究力は高く評価されている。

## 主な作品リスト

### テレビアニメ
- マイティ・オーボッツ（1984年） - 演出
- 名探偵ホームズ（1984年） - 原案・構成・脚本
- おねがい!サミアどん（1985年） - 絵コンテ・演出
- 愛少女ポリアンナ物語（1986年） - 絵コンテ
- ワンダービートS（1986年） - 演出チーフ・演出
- The Blinkins（アメリカのTVスペシャル）（1986年） - 監督[46]
- 私のあしながおじさん（1990年） - 絵コンテ
- トラップ一家物語（1991年） - 絵コンテ
- チエちゃん奮戦記 じゃりン子チエ（1991年） - 絵コンテ・演出
- 冒険者（1992年） - 絵コンテ
- 燃えろ!トップストライカー（1992年） - 絵コンテ
- 若草物語 ナンとジョー先生（1993年） - 絵コンテ
- クレヨンしんちゃん（1993年） - 絵コンテ
- 七つの海のティコ（1994年） - 設定協力・絵コンテ
- ちびまる子ちゃん （第二期)（1995年） - 絵コンテ・演出
- あずきちゃん（1995年） - 絵コンテ・演出
- 名犬ラッシー（1996年） - 監督・絵コンテ・演出
- 快傑ゾロ（1996年） - 絵コンテ・演出[注 4]
- カードキャプターさくら（1998年） - 絵コンテ・演出
- Bビーダマン爆外伝（1998年） - 絵コンテ
- 地球少女アルジュナ（2001年） - 絵コンテ
- アベノ橋魔法☆商店街（2002年） - 絵コンテ
- ちょびっツ（2002年） - 絵コンテ
- 忍たま乱太郎（2002年） - 絵コンテ
- GUNSLINGER GIRL（2003年） - 絵コンテ
- ごくせん（2004年） - 絵コンテ
- MONSTER（2004年） - 絵コンテ
- 天上天下（2004年） - 絵コンテ
- 魔法少女隊アルス（2004年） - 脚本・絵コンテ
- かいけつゾロリ（2008年） - 絵コンテ
- BLACK LAGOON（2006年） - 監督・シリーズ構成・脚本・絵コンテ・演出・ED絵コンテ
- BLACK LAGOON The Second Barrage（2006年） - 監督・シリーズ構成・脚本・絵コンテ・演出・ED絵コンテ

### OVA
- のたり松太郎（1990年 - 1991年[注 5]） - 絵コンテ・演出[47]
- The Animated Series ヴァンパイアハンター（1997年） - 絵コンテ
- BLACK LAGOON Roberta's Blood Trail（2010年） - 監督・脚本

### 映画

#### アニメ映画
- 魔女の宅急便（1989年） - 演出補
- うしろの正面だあれ（1991年） - 画面構成
- 大砲の街（オムニバス映画『MEMORIES』の一編）（1995年） - 演出・技術設計
- この星の上に（1998年） - 監督
- アリーテ姫（2000年） - 監督・脚本
- マイマイ新子と千年の魔法（2009年） - 監督・脚本
- この世界の片隅に（2016年） - 監督・脚本
- この世界の（さらにいくつもの）片隅に（2019年） - 監督・脚本
- つるばみ色のなぎ子たち（時期未定） - 監督・原作・脚本[48]

#### 実写映画
- 映画「Ribbon」応援スペシャル映像「映画と生きる 映画に生きる」（風篇 / 炎篇 / 雨篇）（2021年） - 出演
- 由宇子の天秤（2021年） - プロデューサー

### ドキュメンタリー映像
- Our Next Work（2007年） - 監督
- 〈片隅〉たちと生きる 監督・片渕須直の仕事（2019年） - 出演
- Starting Position（2020年） - 監督

### ゲーム
- ポポロクロイス物語II（2000年） - アニメーションパターン演出
- ACE COMBAT 04 shattered skies（2001年） - 監督・脚本（ゲーム内ムービー）
- 首都高バトル01（2003年） - オープニングムービー（羽原信義らと共同）
- Tube Slider（2003年、国内未発売） - ビークルデザイン（共同）
- ACE COMBAT 5 THE UNSUNG WAR（2004年） - 全体の脚本
- シャイニング・フォース ネオ（2005年） - 絵コンテ（ゲーム内ムービー）
- ACE COMBAT 7 SKIES UNKNOWN（2019年） - 脚本[49]

### WEBアニメ
- わたしの名はオオタフクコ〜小さな幸せを、地球の幸せに。〜（2018年） - 監督・脚本（オタフクソースのウェブアニメ。自社サイトで公開）

### CM
- ロックマンゼロ（2002年） - 監督
- ロックマンゼロ2（2004年） - 監督
- ロックマンゼロ3（2004年） - 監督
- Panasonic 3CCD愛情サイズ CM「桜の入学編」（2004年） - アニメーション
- Panasonic 3CCD愛情サイズ CM「あれから半年編」（2004年） - アニメーション
- トヨタ自動車 ITS Ha:mo（ハーモ） コンセプト映像 『約束への道』（2012年） - 監督

### ミュージック・ビデオ
- 花は咲くプロジェクト「花は咲く」（2013年） - 監督（NHKの復興支援テーマソングPV。キャラクターデザインはこうの史代）
- mishmash＊Aimee Isobe「これから先、何度あなたと。」（2015年） - 監督・絵コンテ[50][51]

### その他
- モチモチの木（2001年、教育ビデオ） - 監督
- ソルト航海記（THE ACCOUNT OF A SORUTO VOYAGE）（2001年） - 絵コンテ

## 著書・評論
- 片渕須直『終らない物語』（2019年8月、フリースタイル[52]） - 「アニメスタイル」に連載した「β運動の岸辺で」を加筆修正して書籍化。ISBN 978-4939138973
- 『「この世界の片隅に」さらにいくつもの映画のこと』（2019年11月、文藝春秋） - こうの史代との対談集。ISBN 978-4163911359
- 『片渕須直 総特集 逆境を乗り越える映画監督』（2019年12月、「文藝別冊・ムック」河出書房新社）。ISBN 978-4309979885
- 『色のいろいろ』 - 航空機の塗料についてのエッセイ。『月刊モデルグラフィックス』に2020年6月号より連載。